# Ålstensskolan

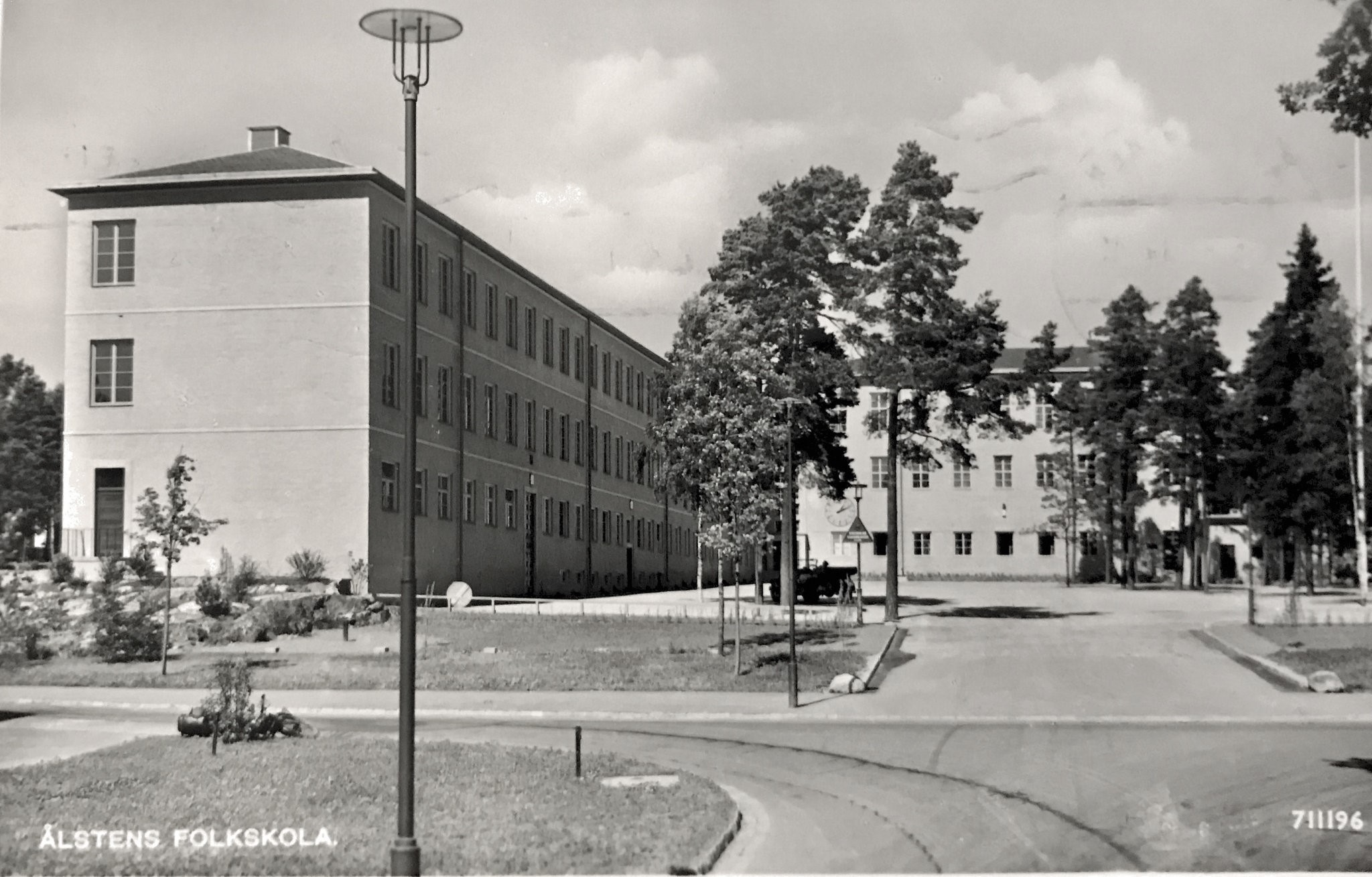
Ålstensskolan (Ålstens folkskola) på ett vykort från 1940-talet.

Ålstensskolan är en kommunal grundskola (F-6 skola) i stadsdelen Ålsten i södra Bromma, västra Stockholm.
Antal elever på skolan var våren 2024 ca 400 från förskoleklass till årskurs fem. Till hösten 2024 beräknas skolan ha 450 elever upp till årskurs sex. Från och med höstterminen 2024 är både Ålstensskolan och Smedslättsskolan F-6 skolor, de båda skolorna övergår från att vara F-5 skolor till F-6 skolor.
Ålstensskolans byggnad har en monumental gul tegelfasad och ligger högst upp på Ålstensgatans norra ände med adress Nyängsvägen 72-80 i kvarteret Blindbocken 2 i Bromma. Skolan är högt belägen och från skolans aula har man en vidsträckt utsikt och kan se hela Ålstensgatan i rät linje ända ner till Mälarens vatten. Skolan har undervisning i årskurserna 1, 2, 3, 4, 5 och 6 samt en så kallad förskoleklass.
Ålstensskolan byggdes 1928 efter ritningar av arkitekt Ture Ryberg och invigdes 1929. Byggnaderna är grönmärkta av Stadsmuseet i Stockholm vilket innebär att bebyggelsen anses vara ”särskilt värdefull från historisk, kulturhistorisk, miljömässig eller konstnärlig synpunkt”.
Ålstensskolan ägs och förvaltas av Skolfastigheter i Stockholm AB (SISAB), som också äger och förvaltar 189 andra grund- och gymnasieskolor i Stockholm samt 400 förskolor. SISAB arbetar med underhåll och om- och tillbyggnationer.
Kronprinsessan Victoria gick mellanstadiet i Ålstensskolan från höstterminen 1987 till vårterminen 1990, och även Prins Carl Philip gick mellanstadiet här från höstterminen 1989 till vårterminen 1992.

## Historik
Ålstensskolan ritades och byggdes efter ritningar av arkitekt Ture Ryberg, en av Stockholms största skolbyggnadsarkitekter. Ålstens folkskola, som den först hette, blev den åttonde skolan i Brommas skolhistoria. Skolbyggnaden invigdes 1929, men 1928 räknas som byggår. Skolan byggdes i funktionalistisk stil. På bottenplanet fanns i den långa längan utrymmen för en så kallad matbespisning för skolfrukosten (skollunchen), gymnastiksal, simbassäng och tvagningsrum, läkarmottagning och tandläkarpraktik för skolbarnen, rektorsexpedition och vaktmästarbostad. Klassrummen rymdes i de två övre våningarna. Då skolan var nybyggd fanns inga toaletter, utan barnen fick gå ut på skolgården till en mindre sidobyggnad, där det fanns toaletter. För de litet äldre eleverna fanns det vid Ålstens folkskola under sommarloven möjlighet att erhålla ett planteringsland i Stockholms folkskolors skolträdgård. Under ledning av lärarpersonal skulle eleverna då under sommarlovet regelbundet infinna sig i skolträdgården för att följa upp arbetet i det egna planteringslandet med sådant som vattning och ogräsrensning. Både prydnadsväxter och nyttoväxter odlades. Skolträdgårdens planteringsland låg öster om skolgården.
I vinkelbyggnaden, i den något kortare längan, byggnaden med den stora klockan på väggen, fanns  samlingssal eller aula eller på översta våningen. På bottenvåningen fanns det en särskild ingång till biblioteket till höger längst inne i hörnan. Skolbiblioteket stod till tjänst till både för eleverna och för allmänheten; det tillhörde Stockholms stadsbibliotek. Det var öppet för allmänheten både på kvällstid och på så kallad icke skoltid. Här fanns också lärosalar för träslöjd för pojkarna och syslöjd med bland annat symaskiner för flickorna.
1916 blev Bromma eget överlärardistrikt och 1929 delades distriktet i två områden, norra och södra Bromma, och Ålsten kom att tillhöra det södra överlärardistriktet. Rektor för skolan hade titeln överlärare. Överläraren för Ålstens skola hade sin huvudsakliga arbetsplats i Olovslundsskolan. Ålstens folkskola, liksom Smedslättens folkskola tillhörde Olovslundsskolans rektorsområde. I det rektorsområdet ingick även Smedslättsskolan, som låg vid Drömstigen 32 i Smedslätten.
På 1920-talet när Bromma villasamhälle började byggas flyttade många barnfamiljer in i Ålstens villaområden. 1923 hade Äppelvikens privata elementarskola, den nuvarande Smedslättsskolan vid Drömstigen, börjat sin verksamhet. I slutet av 1920-talet och under början av 1930-talet fick Bromma flera nya skolor, Ålstens folkskola (1929), Olovslunds folkskola (1931), Stora Essinge folkskola (1931) och Norra Ängby folkskola (1936). Även på 1940- och 1950-talet växte Bromma med flera nya skolor. Riksby folkskola på Riksbyvägen 40-44, idag Internationella Engelska Skolan, byggdes 1944 och Abrahamsbergs folkskola och Södra Ängby folkskola var båda färdiga 1946. År 1952 var Blackebergs folkskola och Lilla Essinge folkskola färdiga.
Ålstens folkskola omfattade klasserna 1-6. Det fanns flera parallellklasser i alla årskurser. Undervisningen var indelad i småskoleklasser, klass 1 och 2, med samma lärare de båda åren. Sedan följde klass 3 och 4, varefter man kunde söka in till läroverk, till 5-årig realskola, eller till flickskola. De som ville kunde gå klass 5 och 6 och söka in till 4-årig realskola. De elever som ville gå ut folkskolan och avsluta sin skolgång fick flytta till Olovslundsskolan de två sista åren, klass 7 och 8.

### Filial till Stockholms stadsbibliotek
Redan året efter invigningen 1929 av den nyuppförda skolbyggnaden öppnade en filial till Stockholms stadsbibliotek 1930 med en avdelning för vuxna låntagare och en för barn och ungdom. I samma vinkelbyggnad som där skolklockan finns på fasadväggen var det en ingångsdörr till stadsbiblioteket i hörnan till höger. Där öppnades således redan den 17 mars 1930 en filial till Stockholms stadsbibliotek, Filial B4 i Ålsten. Ålstens bibliotek, som låg i Ålstensskolan, avvecklades och stängdes 1992. År 1928 stod Stadsbiblioteket vid Sveavägen i Stockholm färdigt, den 31 mars 1928 invigdes det och öppnade för allmänheten måndagen 2 april. Två år senare fanns det 17 biblioteksfilialer runtom i Stockholm, varav Ålstens bibliotek var en av dessa.

### Tillbyggnad med matsal
År 2001 uppsattes en ny paviljong på skolgården. Under 2000-talet har skolan fått en tillbyggnad i form av en låg, liten ny huskropp, som lagts dikt an mot den monumentala gula tegelfasaden från 1929. Byggnaden används som matsal för eleverna och har också ett mottagningskök. Entrén mellan tillbyggnaden och det äldre huset sker genom ett tidigare fönster som nu blivit en dörr. Den nya väggen mot skolgården är tjock som en tegelmur, och försedd med små, oregelbundet distribuerade fönster med djupa nischer. Den gamla byggnaden kan fortfarande uppfattas i sin helhet tack vare att fasaderna mellan den nya och gamla ytterväggen är helt i glas.
John Rasimus (född 1969) fick uppdraget att göra den konstnärliga gestaltningen i tillbyggnaden.
Verket består av sju figurer i bearbetad MDF-skiva som färgats in och monterats fritt på den väggyta som är kvar. "En fjäril, en fågel, en vedtrave, en flicka som till synes just hoppat in genom glaset mot skolgården, skapar nu i sig själva och emellan sig olika rum i rummet."
Titti Winbladhs originalmålning av Ålstens villasamhälle hänger i Ålstensskolans matsal. Titti Winbladh blev känd för att ha målat stora detaljerade målningar av husen och trädgårdarna i olika villaområden i Bromma. Varje hus är exakt inprickat i förhållande till vägar, parker och stränder. Hon målade med stor detaljrikedom. 

## Fotogalleri

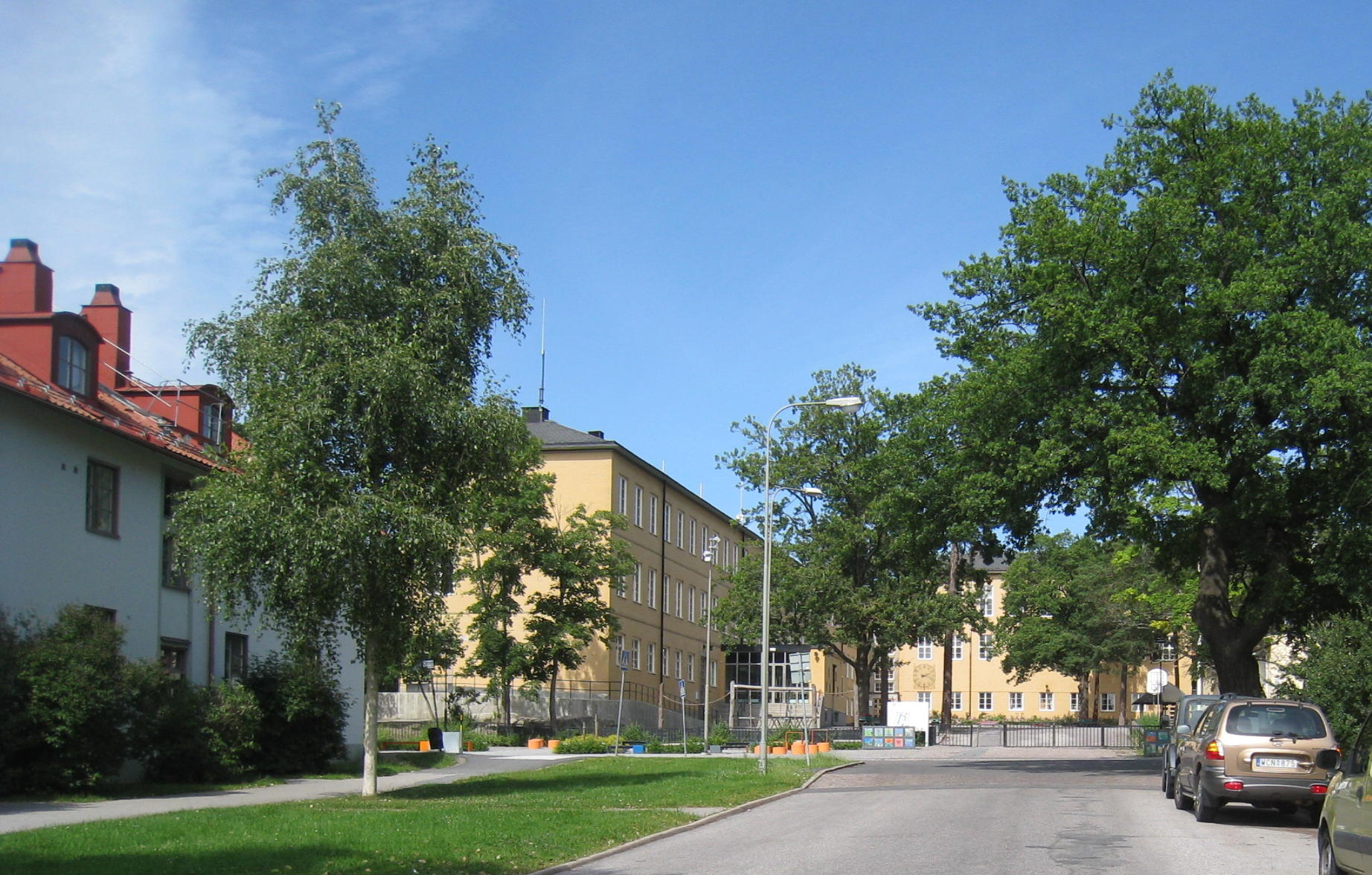
Ålstensskolan, invigd 1929, arkitekt Ture Ryberg.
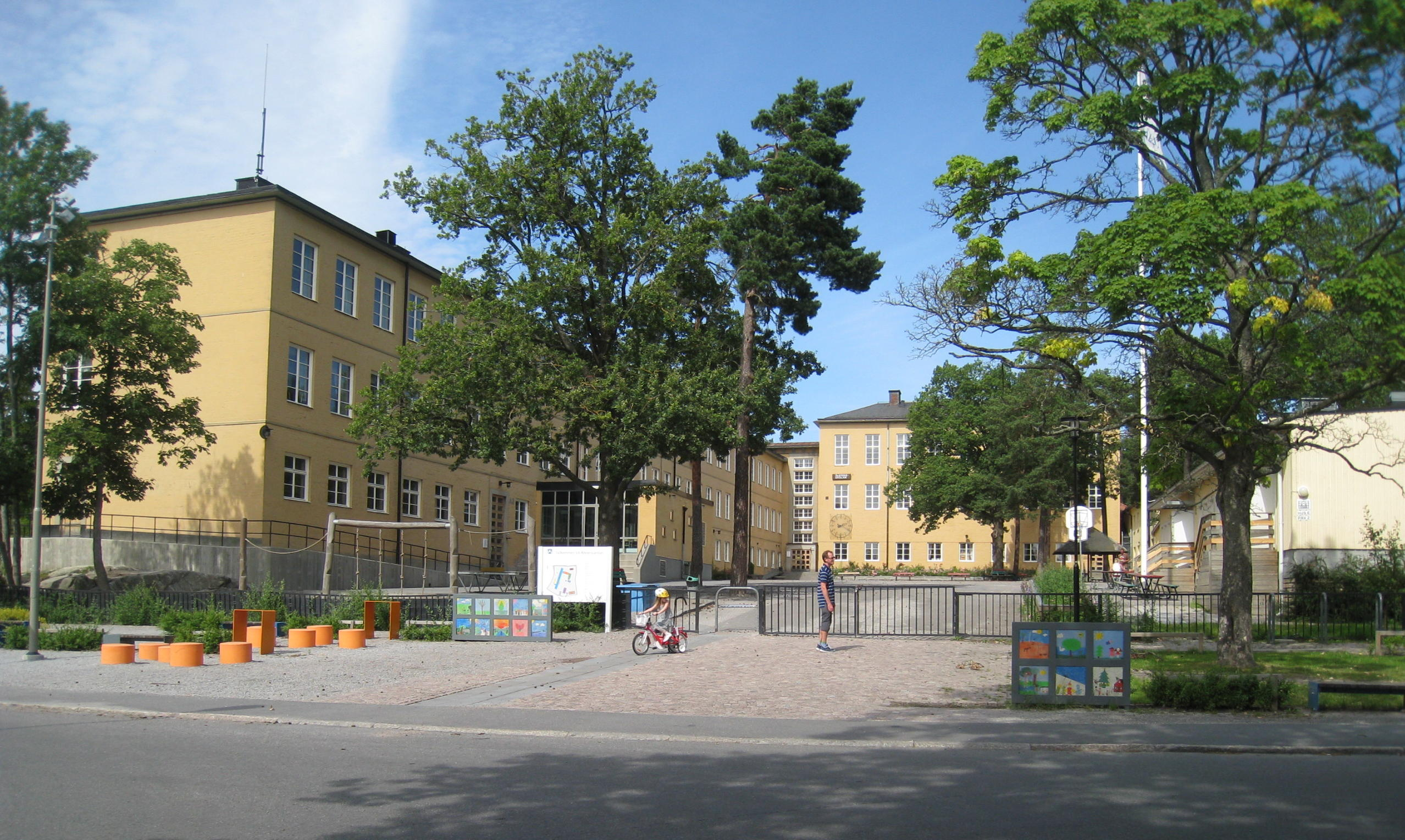
Ålstensskolan på Nyängsvägen 72 högst upp vid Ålstensgatan.
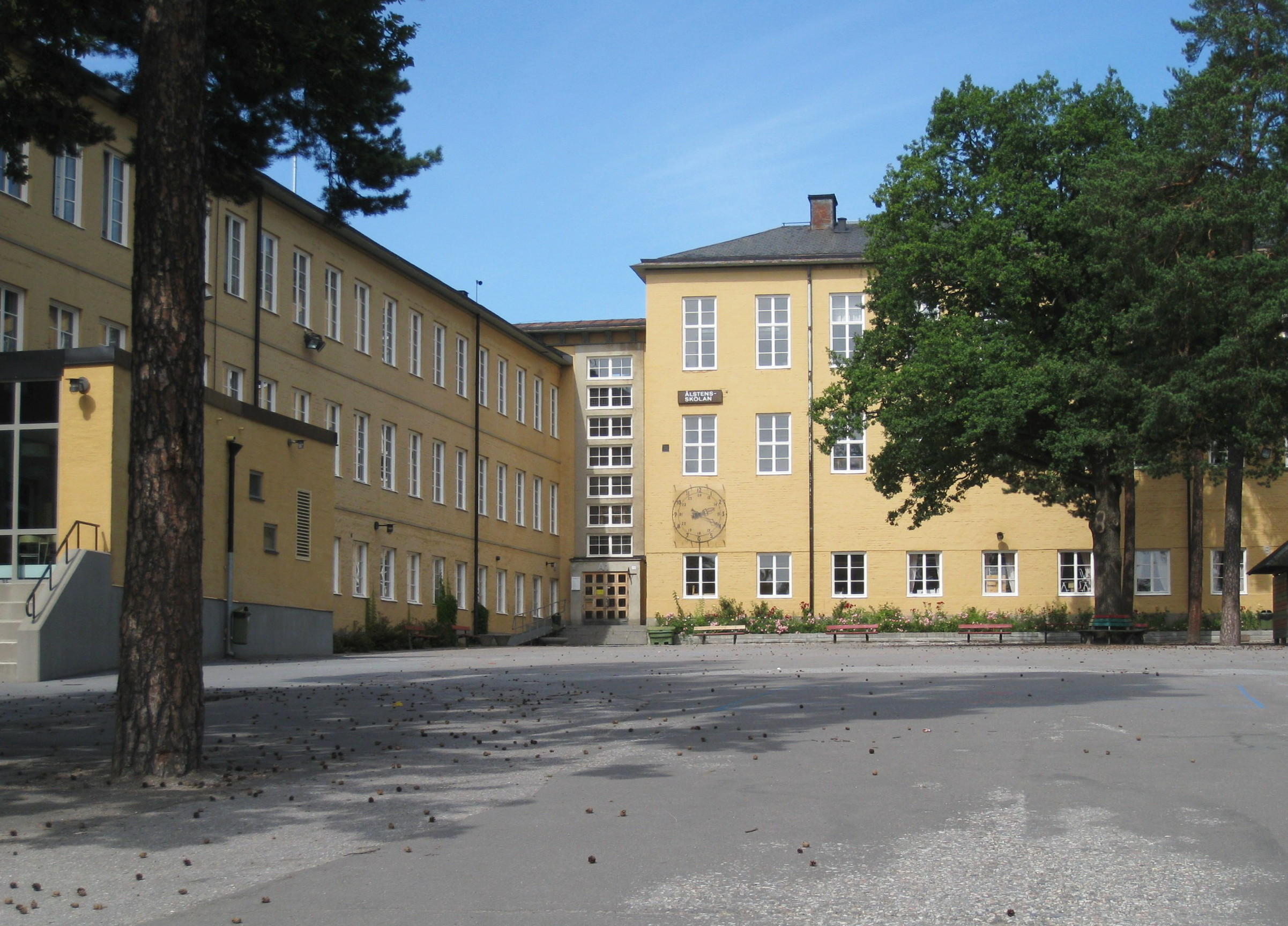
Ålstensskolan med sin skolgård i förgrunden. Till vänster syns matsalstillbyggnaden.
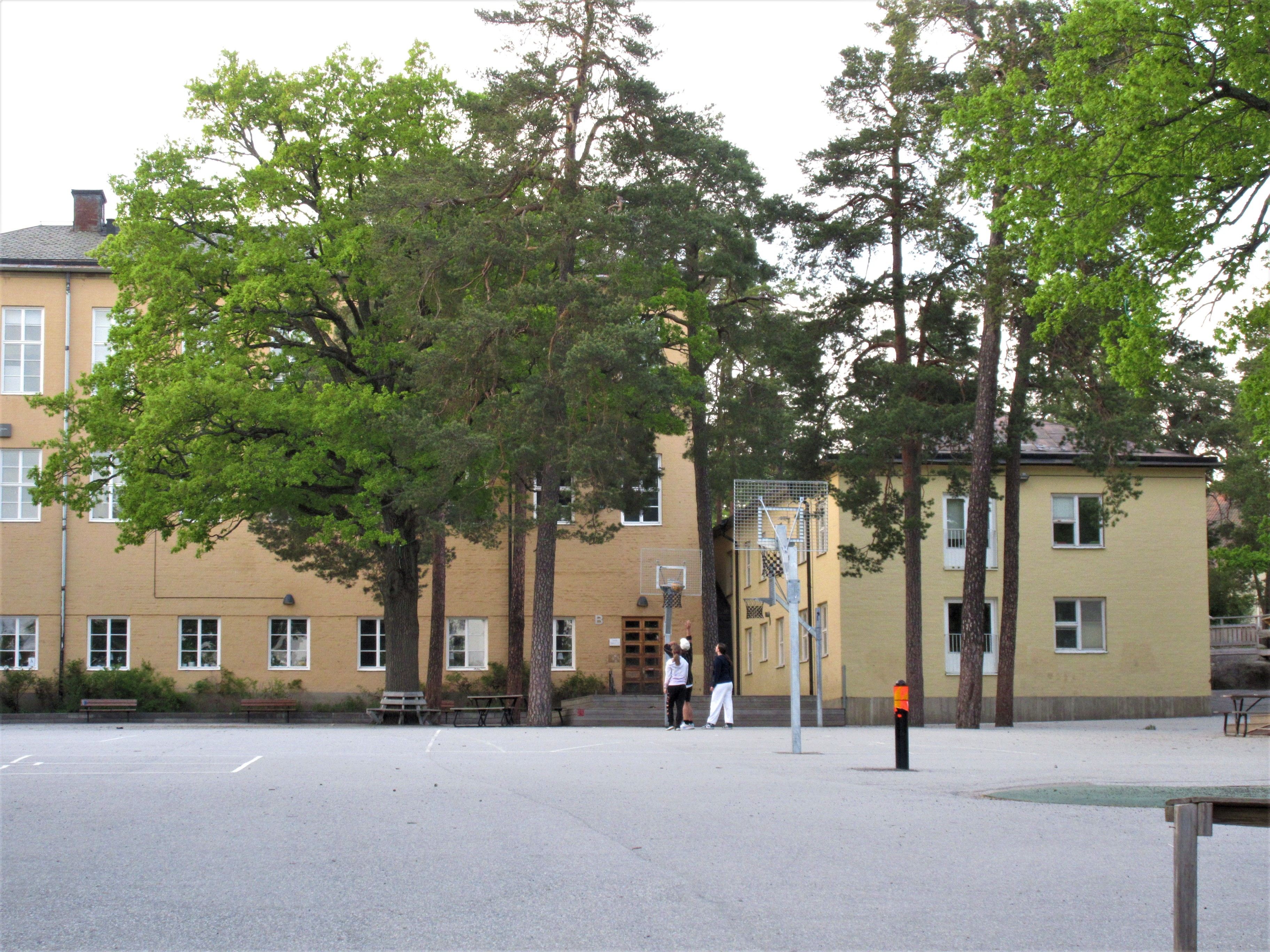
Ålstensskolan, ingång till Stockholms stadsbiblioteks filial, som låg i skolan 1930-1992. Ålstens bibliotek, som låg i Ålstensskolan, avvecklades och stängdes 1992.